# Robert Peary
Pour les articles homonymes, voir Peary.

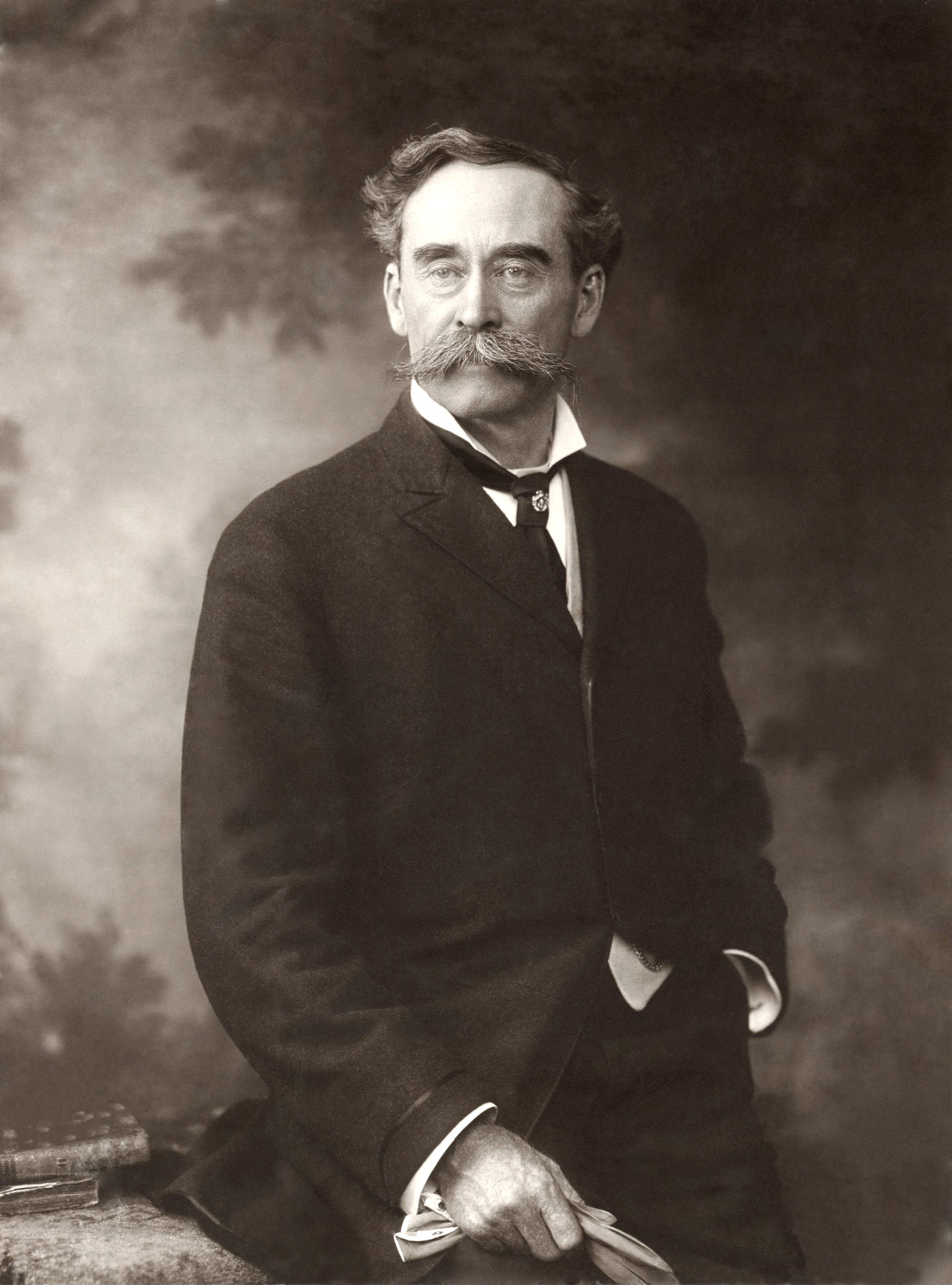
Robert Peary. Photographie vers 1900.

Robert Edwin Peary, né le 6 mai 1856 à Cresson en Pennsylvanie et mort le 20 février 1920 à Washington, D.C., est un explorateur américain, principalement connu pour avoir revendiqué en premier la conquête du pôle Nord géographique en 1909. 
Officier de marine de formation, il développe une passion pour l'exploration polaire dès ses premières années. Il consacre une grande partie de sa vie à l'étude des régions arctiques, menant de multiples expéditions au Groenland et dans l'Arctique canadien. 
La plus célèbre des expéditions de Peary est celle de 1909, au cours de laquelle il affirme avoir atteint le pôle Nord géographique. À son retour, il est accueilli en héros national aux États-Unis. Cependant, ses réclamations font rapidement l'objet de controverses, notamment par l'explorateur norvégien Roald Amundsen, qui a lui-même atteint le pôle Sud en 1911.

## Biographie

### Expéditions
Robert Peary est surtout connu pour avoir conduit l'expédition qui la première aurait atteint le pôle Nord le 6 avril 1909, en traîneau à chiens, lors de sa huitième et dernière expédition.
Dès son retour, il suscite la polémique avec Frederick Cook, qui, lui aussi affirmait avoir atteint le nord, mais le 21 avril 1908. La controverse sera tranchée par le congrès des États-Unis, qui fait officiellement de Peary le premier vainqueur du pôle Nord.
L'analyse moderne montre que, en fait, Peary n'a « certainement » pas atteint le pôle, et que Cook ne l'a « probablement » pas fait non plus,. Pour ce qui concerne Peary, les informations sur la dernière partie de son voyage (du 87° Nord au 90) sont parcellaires, non vérifiées ni étayées par des témoignages ou des relevés concordants ; surtout, d'après son récit la vitesse de progression serait passée de 12 milles par jour à 43, voire 49, valeurs parfaitement irréalistes, sur une route donnée comme quasiment rectiligne alors même qu'il est connu que la zone de banquise traversée était sujette à une importante dérive du fait des vents et des courants.
Alors qu'il n'était plus accompagné que de son aide de camp Matthew Henson et de quatre guides Inuits (il avait alors renvoyé tous les autres membres de son expédition) Peary cessa même de relever quotidiennement sa position ; contrairement à son habitude, il ne fait pas non plus contrôler ses observations par Henson, qui savait faire le point. Enfin, il semble que les pages de son journal des journées du 6 au 8 avril 1909 n'aient pas été remplies, mais remplacées ultérieurement par des feuilles volantes. Une relecture de son carnet de bord en 1996 laisse penser qu'il n'avait approché le pôle, au mieux, que d'une trentaine de kilomètres.
L'exploit de Frederick Cook étant aussi contesté par les historiens, le premier à avoir indubitablement atteint le pôle nord par voie terrestre est Ralph Plaisted, qui y est arrivé à l'aide de motoneiges, en avril 1968. Le britannique Wally Herbert est le premier homme à avoir rejoint, sans contestations, le pôle nord à pied, avec des traîneaux à chiens, le 6 avril 1969.
Ingénieur civil de la marine, Peary organisa sa vie en fonction de son ambition. Dès 1886, il séjourne fréquemment au Groenland pour s'acclimater et apprendre les techniques esquimaudes adaptées aux déplacements dans les contrées polaires. Il mène dans ce cadre en partant d'un détroit à l'est de Disko, une expédition qui s'arrête à 2 295 m d'altitude.
En 1892, malgré une jambe brisée par un retour de barre, il navigue suffisamment au nord pour prouver l'insularité du Groenland.
En 1905, il remplaça le petit yacht de ses premières expéditions, le Winward, par un navire spécialement conçu pour ses explorations, le Theodore Roosevelt.
Il relata ses expéditions dans plusieurs ouvrages : Northward over the Great Ice (1898), Nearest to the Pole (1907), The North Pole (1908) et Secrets of Polar Travel (1917).

### Zoo humain
Il est connu pour avoir emmené six Inuits du Groenland à New York, où ils ont été exhibés comme des objets ethnologiques au Musée américain d'histoire naturelle, victimes de ce que les historiens modernes appellent des zoos humains. Le nom de Robert Peary est ainsi associé à l'une de ces victimes Minik Wallace, ainsi qu'au père de Minik, Qirzu, mort à New York, dont les ossements ont été exposés derrière une vitrine, et jamais restitués malgré les demandes insistantes du fils.

## Postérité
Dans le film historique et biographique norvégien Voyage au bout de la Terre (Amundsen), réalisé par Espen Sandberg et sorti en 2019, son rôle est interprété par Přemysl Bureš.

## Hommage
Plusieurs navire de la marine américaine portent son nom parmi lesquelles :
- SS Robert E. Peary (1942-1963)
- USS Robert E. Peary (FF-1073) (1970-1995)
- USNS Robert E. Peary (T-AKE-5) (2004-)
- USS Peary (DD-226) (1919-1942)

### Roman graphique
- Simon Schwartz, Dans les glaces, éditions Sarbacane, 175 pages, 2013. Récit des expéditions de Peary au Pôle Nord, du rôle de son compagnon Matthew Henson et de la lutte avec Frederick Cook pour la conquête du pôle. L'ouvrage comprend une chronologie historique de 18 pages incluant plusieurs photos.

### Sources et bibliographie
- Jean Malaurie, Ultima Thulé, Bordas, coll. « Terre Humaine », 1990, 320 p. (ISBN 978-2-266-18148-8)